# Journées cinématographiques de Carthage 2022
Les Journées cinématographiques de Carthage 2022, 33e édition du festival, se déroulent du 29 octobre au 5 novembre 2022.

## Jury
- Mohamed Abderrahman Tazi, réalisateur
- Salem Brahimi, réalisateur
- Bushra Rozza (en), actrice
- Apolline Traoré, réalisatrice
- Celia Rico Clavellino (es), réalisatrice
- Mai Masri, réalisatrice
- Abdellatif Ben Ammar, réalisateur

## Sélection
- Sous les figues de Erige Sehiri ( Tunisie)
- Fractus de Nader Rahmouni ( Tunisie)
- Les Révoltés d'Amil Shivji ( Tanzanie)
- Regarde les étoiles de David Constantin (en) ( Maurice)
- La Vie d'après d'Anis Djaad ( Algérie)
- Xalé, les Blessures de l'enfance de Moussa Sène Absa ( Sénégal)
- Derrière la porte d'Odaï Manaa ( Irak)
- Le Panthéon de la joie de Jean Odoutan ( Bénin)
- La Route d'Abdellatif Abdelhamid (en) ( Syrie)
- L'Esclave d'Abdel Ileh Jawhari ( Maroc)
- Le Sermon des prophètes de Seydou Boundaone ( Burkina Faso)
- Sharaf de Samir Nasr ( Égypte)

## Palmarès
Le palmarès est le suivant :
- Tanit d'or : Les Révoltés d'Amil Shivji
- Tanit d'argent : Sous les figues de Erige Sehiri
- Tanit de bronze : Sharaf de Samir Nasr
- Prix de la meilleure interprétation masculine : Mouwafak Al Ahmad dans La Route
- Prix de la meilleure interprétation féminine : Nguissaly Barry dans Xalé, les Blessures de l'enfance
- Prix de la meilleure musique : L'Esclave d'Abdel Ileh Jawhari
- Prix de la meilleure image : Les Révoltés d'Amil Shivji
- Prix du meilleur montage : Regarde les étoiles de David Constantin (en)
- Tanit d'or pour les courts métrages : Palestine 87 de Bilal Al-Khatib
- Tanit d'argent pour les courts métrages : Bergie de Diane Weys
- Tanit de bronze pour les courts métrages : Astel (en) de Ramata-Toulaye Sy
- Tanit d'or pour les longs métrages documentaires : Batata de Noura Kevorkian
- Tanit d'argent pour les longs métrages documentaires : Nous, étudiants ! de Rafiki Fariala
- Tanit de bronze pour les longs métrages documentaires : Gardien des mondes de Leila Chaibi
- Tanit d'or pour les courts métrages documentaires : Les gens classes de Feras Mouhammed
- Tanit d'argent pour les courts métrages documentaires : Tramadol de Adoum Moussa et Morgane Wirtz
- Tanit de bronze pour les courts métrages documentaires : 05:01 de Sara Ben Saoud
- Prix Carthage ciné promesse : Ebounda de Perrin Sombo
- Prix Lina-Ben Mhenni – Droits de l'homme : Batata de Noura Kevorkian
- Tanit d'or pour la première œuvre (prix Tahar-Cheriaa) : La Vie d'après d'Anis Djaad
- Prix TV5 Monde : La Vie d'après d'Anis Djaad